# Verno Prijor
Verno Prijor (circa 14 februari 1973) is een Surinaams politicus en bestuurder.
Na zijn studie aan het Instituut voor de Opleiding van Leraren (IOL) heeft hij tot 2006 als leerkracht gewerkt op Mulo Brokopondo. 
Prijor volgde daarna de 3-jarige Hogere Bestuursopleiding aan het IBAS, het Instituut Bestuursambtenaren Suriname en is ook afgestudeerd als historicus aan de Anton de Kom Universiteit van Suriname.
Van 2007 tot 2012 was hij districtscommissaris van Brokopondo. Hij was van 2018 tot 2020 bovendien lid van de raad van toezicht en directeur van de Stichting Nyun Combe. Prijor is lid van de politieke partij Broederschap en Eenheid in de Politiek ( BEP). 